# Felix Nikolajewitsch Gromow

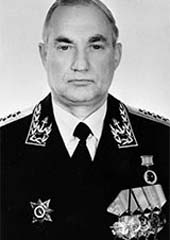
Felix Nikolajewitsch Gromow

Felix Nikolajewitsch Gromow (russisch Фе́ликс Никола́евич Гро́мов; * 29. August 1937 in Wladiwostok, Russische SFSR, Sowjetunion; † 22. Januar 2021 in Moskau) war ein sowjetischer Marineoffizier, zuletzt russischer Flottenadmiral und Oberkommandierender der Russischen Seekriegsflotte.

## Leben
Gromow begann seinen Dienst 1955 in der Sowjetischen Seekriegsflotte. Er absolvierte 1959 die Pazifische Offiziershochschule der Seestreitkräfte S.O. Makarow. Von September 1959 bis Mai 1960 diente er in der Pazifikflotte als Kommandeursgehilfe einer Batterie und Gefechtsabschnittskommandeur (GA-2) eines Zerstörers. Kurze Zeit wechselte er bis 1961 zu den Strategischen Raketentruppen der UdSSR, kehrte dann aber zur Marine zurück und wurde im Mai 1961 GA-2-Kommandeur des Hauptkalibers des Kreuzers Admiral Senjawin und im Dezember 1969 des Zerstörers Wdochnowenny. Im Oktober 1972 wurde er Kommandant des Kreuzers Dmitri Poscharski. Zuvor diente er ab 1970 als 1. Offizier auf dem Kreuzer Admiral Senjawin und anschließend als dessen Kommandant von Oktober 1975 bis Juni 1977. Nach dem erfolgreichen Absolvieren von Kursen an der Seekriegsakademie wurde Gromow am 29. Juni 1977 Stabschef der 4. Schiffsausbildungsdivision der Leningrader Militärbasis. Von 1981 bis 1984 war er Stabschef und Kommandeur des 8. Operativen Geschwaders der Pazifikflotte, anschließend bis 1988 1. Stellvertreter des Kommandeurs der Nordflotte und von 1988 bis 1991 selbst deren Kommandeur. In den Jahren 1986 und 1991 absolvierte Gromow die Militärakademie des Generalstabes der Russischen Streitkräfte. Im Januar 1992 übernahm er die Pflichten des 1. Stellvertreters des Marinekommandeurs der Gemeinschaft Unabhängiger Staaten.
Am 19. August 1992 wurde er Oberkommandierender der Russischen Marine und am 13. Juni 1996 zum Flottenadmiral befördert. Im selben Jahr kritisierte Gromow öffentlich die mangelhafte finanzielle Ausstattung der maritimen Teilstreitkraft und die unzureichende staatliche Unterstützung des Militärs. Er forderte eine moderne Waffenausrüstung, die Schaffung normaler sozialer Bedingungen für die Armeeangehörigen und einen höheren Ausbildungsstandard. Auf Anordnung des Präsidenten der Russischen Föderation Jelzin vom 7. November 1997 wurde er von den Pflichten des Oberkommandierenden der Marine entbunden und in den Ruhestand versetzt.
Er war verheiratet und hatte zwei Kinder.

## Werke
- F.N. Gromow: Флот дорогого стоит. In: Journal „Отечественные записки“. Nr. 8. Moskau 2002.
- F.N. Gromow: Tri veka Rossiiskogo flota. Logos, Sankt Petersburg 1996, ISBN 5-87288-115-0.

## Auszeichnungen
- Orden der Oktoberrevolution
- Orden „Für den Dienst am Vaterland in den Streitkräften der UdSSR“ 2. Klasse
- Orden „Für den Dienst am Vaterland in den Streitkräften der UdSSR“ 3. Klasse
- Verdienstorden für das Vaterland 4. Klasse
- Orden für Militärische Verdienste
- Weitere Medaillen